# スニーカーソックス

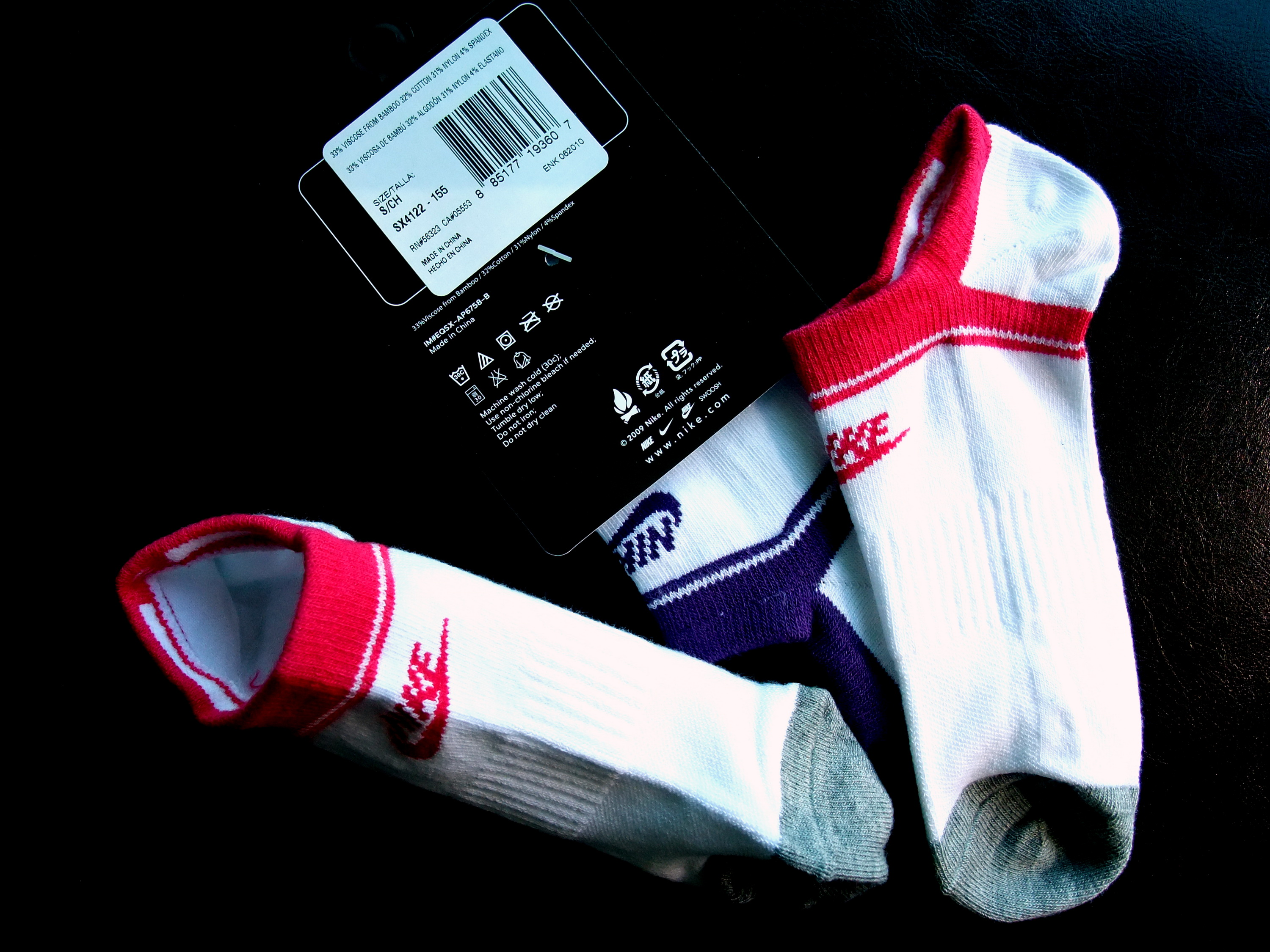
スニーカーソックス

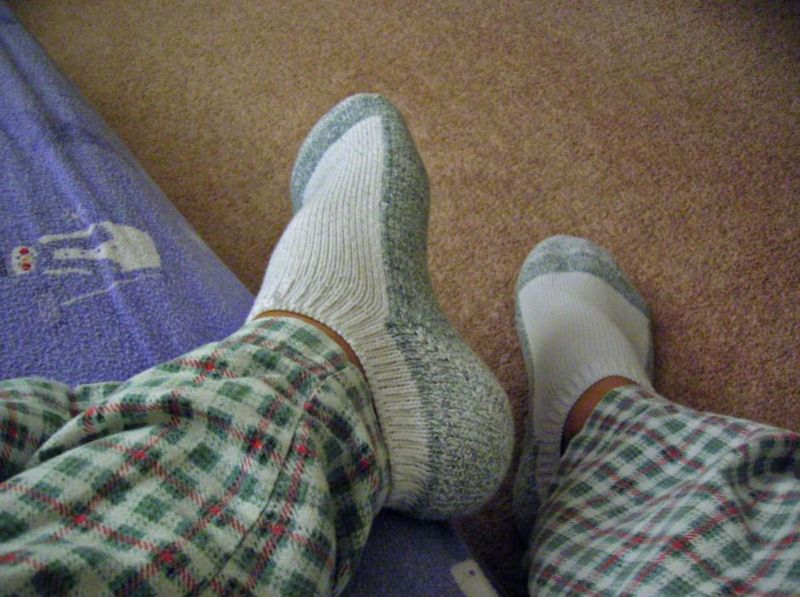
スニーカーソックス

スニーカーソックス（Sneaker Sox）は、靴下の種類の一つ。踝が露出するほど短い。ショートソックスとも呼ばれる。アンクルソックス、アンクレットソックスと混同されることがあるが、あちらは足首（アンクル）丈の靴下であり、スニーカーソックスとは基本的に別物である。株式会社レナウンが商標登録している（商標登録第3091213号「SNEAKER SOCKS」、同第4585726号「スニーカーソックス」）。

## 概要
1980年代のスニーカーブームを受け、スニーカーから見えないソックスとして売り出されたものである。暑い地方、特に沖縄県の中高生には戦後から人気がある。他地域でも最近は10代・20代の男性を中心に流行している。また、同年代の女性にも流行している。デザイン・柄は他種類の靴下と同様に多種多様である。TPOの立場から言うと、運動・スポーツ用、室内用などカジュアル面でのファッションとされ、社交用、ビジネス用などフォーマル面には適していない。